# Toretam
Toretam (ryska: Торетам) är en ort i Kazakstan.   Den ligger i oblystet Bajkonur, i den centrala delen av landet, 900 km sydväst om huvudstaden Astana. Toretam ligger 95 meter över havet och antalet invånare är 9 548.
Terrängen runt Toretam är mycket platt.  Trakten runt Toretam är nära nog obefolkad, med mindre än två invånare per kvadratkilometer. Närmaste större samhälle är Leninsk, 3,7 km söder om Toretam. Trakten runt Toretam är ofruktbar med lite eller ingen växtlighet.